# エリートヤンキー三郎
『エリートヤンキー三郎』（エリートヤンキーさぶろう）は、阿部秀司による日本の漫画作品。講談社の漫画雑誌『週刊ヤングマガジン』にて、2000年12号より2005年24号まで連載された。単行本は全26巻。2007年にはテレビドラマ化、2009年には映画化された。
また、続編である『エリートヤンキー三郎 第2部：風雲野望編』（エリートヤンキーさぶろう だいにぶ ふううんやぼうへん）が『週刊ヤングマガジン』2005年第25号から2010年18号まで連載された。単行本は全25巻。本項目では、この続編についても以下に述べる。因みに2012年には本人のブログに番外編が掲載された。2020年にはヤングマガジン創刊40周年を記念して2020年20号にて新作読み切りが掲載された。

## あらすじ
私立徳丸学園高等学校は県内屈指の不良校であり、その学校を仕切っているのが県内全域に名を轟かす極悪な大河内一郎と大河内二郎の「大河内兄弟」であった。2人の悪名や強さは半端ではなく、校内はおろか教師や警察でさえも逆らえないのである。そしてこの春、彼らのいる徳丸高校に大河内兄弟の末っ子、大河内三郎が入学する事になり、当然周囲は騒然とする。しかし、三郎は内気で少しオタクな普通の高校生だったのだ。だが周囲の誤解や運の無さ、そして三郎に秘められた真の力により彼は徳丸学園を仕切るエリートヤンキーとして自身の思いとは裏腹にのし上がって行く。その設定も第二部九州編以降著しく薄れ、三郎のダメ人間化や徳丸の平和ボケが顕著化してしまい、現在では「エリートヤンキー」の称号すら有名無実化しており、変人ギャグ漫画へと決定的に脱線した状態にあった。

## 作品解説

### 連載開始まで
当時売れない新人漫画家だった阿部が晩酌で銘酊していた頃「『キャプテン』と『噂の刑事トミーとマツ』とヤンキーもの」をくっつけたらどうだろう?」と、手元にあった煙草の箱にアイデアを殴り書いた。翌朝、「なんじゃい、こんなベタベタな設定は、ボツ!」とちょっとだけ思ったが、こういう話は大好きなため、気楽にコンテを起こした所、編集からのウケもよく、そのまま新連載となった。その時のコンテが1部の1話2話になっているという。
また当初、編集に「作中も現実と同じように時間が、進行する感じで卒業まで描けたらいいですね」と言われ、阿部が心の中で感激した直後、「でもまあ10週位くらいで終わるもんだと思ってください」とも言われたという。

### 話の舞台など
千葉県が舞台となっており、作中の地名などは千葉県内の実在する地名をもじったものが多数登場する。ただし市名ではないが、秋津台や蘇我など、実名で登場している地域もある。また京葉駅、秋津台駅などといった名前の架空の駅も登場する。
なお、キャラクターのセリフには広島弁が多く使われている。

### 第一部について
三郎が高校1年から3年の9月までの話。番外編として『銭ゲバアルバイター河井』があった。

### 第二部について
前作の続きであり3年9月以降から、卒業までの話となる。連載時期の時間に沿っていた第一部と異なり、長期に渡り続いた。構成が異なる点がいくつかある。エピソードによっては三郎がメインではないものがあり、三郎が絡まないエピソードも存在する。構成上の変更点は下記の通り。
1. 三郎によるプライベートエピソード（前作と同様に三郎がメイン。異なる点は河井はあまり登場しない）
2. 桐山らによる番格エピソード（全国各地の番格がメイン。三郎・石井も盛ん登場するが、三郎が犠牲になる事が多い。河井はエピソードにあまり絡まない）
3. 石井による親衛隊エピソード（三郎・桐山がらみのエピソードあり、河井はエピソードに絡まない）
4. 河井・チャーンチャイによる商法エピソード（上記のエピソードとの関わり合いが少なく、ほぼ独立化している）
5. 軍団統一エピソード（三郎軍団がメイン。三郎・河合・石井が揃って活躍する。前作と共通エピソード）

## 用語
徳丸学園
千葉県にある私立高校で、県内屈指の不良校であり、県内一のバカ高校。入学願書さえ出せば合格出来るらしく、一郎・二郎に至っては退学後に再受験を認められる等、学校としての建前から大きく外れる。それでも赤点を取ると留年するといった、わずかに抑制された方針。主な学校行事に球技大会（選手宣誓は徳丸最強の男がやる）、徳丸祭（殆ど客は集まらず、生徒たちもまるでやる気が無い）、修学旅行などがある。元は男子校で、三郎在校時に共学化されたが、女子は入学者どころか受験者すら1人もいない。その一方、「不良の殿堂」としての徳丸や三郎軍団に憧れて志望する受験生もいる。校風は飲酒・喫煙お咎め無し。強盗や幼児虐待を働いて逮捕された生徒についても、学校側としては一切不問。最盛期である三郎2年目のシーズンにおいては、ついに教師から授業に現れなくなり、軍団が好き勝手に活動を行うといった、出席日数の大前提をも超越した強勢を誇るも、流石にそれは一時期だけで、同年度の三学期からはきちんと授業が行われる描写が見られる。その年度に十数名の留年者が出て以降、学力・出席の状況が無視される状態から脱し始め、生徒同士でも成績不振を意識するシーンが増える。第一部冒頭でセルシオを盗んでばれた後、持ち主の校長をボコボコにした一郎・二郎が退学処分を受けたエピソードは、あくまで前述通りの野放し路線へと転換する契機に過ぎず、早くも二度目のケースからよりひどい問題行為が発生・黙認される。三郎の同期が4年目の今でも犯罪行為こそ無視されるが、特進クラスが新設された影響か、今年度は凶作の年である。新入生は不良でもない生徒ばかり集まり、同期の生粋なヤンキーが変人扱いされ、徳丸そのものの評価も「平和ボケではなく、タダのボケ」「お笑い学園」と、内外問わず誰一人と栄華の名残りを見出さない。特に1年生はカツアゲを単なる金借りと勘違いする等、もはや学力不足の上に常人より温厚。
三郎軍団
私立徳丸学園の生徒達で結成されている不良グループ。事の発端は河井が三郎の（正確には大河内の）名前を利用するために近づき、河井の仲間を引き込んで結成。その後、三郎に対する周囲の誤解や不運が重なり、団員は増えていった。当初は三郎に何かと付きまとって迷惑をかけたり、河井が自分の考えた悪徳商法を三郎の命令と偽ってあくどい事をさせたりしていた。しかし発足時から最盛期にかけてすら、石井と河井以外が軍団を運営することもなく、主要キャラを除けば一般団員は不良と言うよりマナーの悪い我儘の集団で、熱した時は歯止めの効かない問題行動を起こす反面、冷めると結構適当になるなど団結力が高いとは言い難い。第二部以降、石井が軍団の実権を握り、全ての実務を行っている反面、河井は軍団に対する興味を全く失った状態である。石井と3人の新鋭隊員以外が軍団としての交流を持つことがない程に軍団の権威は落ち込んでおり、関・萩原・尾崎などもあくまでも専ら私用で同伴するのみ。何より現時点では三郎が地元・千葉で凶暴化して活躍した際も徳丸生の関心を引く結果すら得られない有様であり、普段の三郎のどうしようもないダメ人間、へタレ具合及び三郎軍団の開店休業状態がありありとうかがえる。
大河内一族
三郎の家族や親戚たち。その歴史は古く、127代までさかのぼる事が出来る。また、時代時代の政変には必ずといっていいほど裏で関わってきたらしく、「悪魔の一族」としてその悪名は轟いている。一族には色々仕来りがあり、
- 「大河内の男は18歳で結婚する（三郎もこの仕来りによって無理やり結婚させられたことがある）」
- 「大河内の嫁は強運の持ち主でなければいけない（大河内家の敷地に五重塔があり、そこで嫁候補は様々な運試しを行う）」
- 「身内でトラブルが起こった場合は裁判を行う（有罪になった場合は問答無用で脱出不可能な地下に落とされ、事実上の死刑）」

などがある。なお、そのような仕来りはなぜか三郎には知らされていないことが多い。さらに、家系図に三郎の名前は加わっていない（戸籍謄本では三郎も大河内一族の人間であることが確認できる）。
財力の強大さが最大の特徴であり（一度破産したことがある）、世界各地に王宮と見まごう程の豪華な別荘を持つ、誕生日プレゼントにダム1つを提供する、キャビア・大トロ・松阪牛などを常食するなど（リクエストひとつでさらにお菓子の家、マグロの解体ショーといった離れ業を、それも平時から行うことが出来る）、常軌を逸した贅沢三昧の有様が現在までに飽きるほど描写されている。三郎の部屋に用意されている家具・家電も推定100インチのテレビを始めとして、全くの規格外である。
流星会
大河内二郎が県下の暴走族の頭を倒して強引に傘下に入れて統一し、作り上げた県内最強の暴走族。しかし、麻雀で会長の座を賭けの対象にし、二郎が麻雀で三郎に負けたため、三郎が会長を（不本意ながら）引き継ぐ事になる。毎週集会が開かれており、年に一回特攻隊長を決める「男だめし」と言う儀式も行われている（特攻隊長は会長の次にメンバーに尊敬されている）。また、名物として「男汁」という豚汁状の食べ物があり、結構美味。しかし、三郎が2年生（2回目）の時に河井のせいで崩壊。その後一度復活するが、わずか2時間で再び崩壊した。三郎軍団と違う点で、自分の生活がある者で形成されているために上下縦横関係がうるさく無く、アットホーム的な人間関係であることが挙げられ、三郎自ら感心している。
荘実館
徳丸学園と敵対している高校。三郎2年生（2回目）の際は、不良の存在を除いて三郎が憧れるような平和な校風（そのとき三郎は便意を催していたので、不良を気にも留めなかった）であったのに加え、不良校としても校内の不良たち（主に三郎と同い年）はささやかな敵対心を抱いていた。但し、同期（つまりタメ年）が殆ど卒業した三郎4年目の時点では、荘実館の不良たちは徳丸を見下げ果てており、三郎たち主要メンバーも泳がされている状態。
大阪マッドブルズ
正式名称は「大阪凶牛連合」。大阪でも一、二を争う暴走族。元々は走り屋集団だったが、リーダーの代替わりを契機にケンカチームとなった。現在、桐山秀樹（二代目リーダー）が100人の軍団を束ねており、桐山の留守中であっても呼び出し1つで地方から地方への移動を行うなど、チームワークは高い。
三郎ダム
一郎と二郎が三郎の誕生日プレゼントにあげたダム。動画撮影や他校の抗争に使われた。電飾の配置ミスで、「三郎ムダ」と大きく書かれている。

## ゲームアプリ
モバイル向け配信アプリ
- エリートヤンキー三郎　成り上がり伝説 (配信：講談社、リリース：ナツメ、ジャンル：格闘)[4]。

## テレビドラマ
テレビ東京系列「スポパラ・ドラマ24」枠にて、2007年4月13日 - 6月29日に放送された。全11話。

### 登場人物・キャスト
劇中ナレーションは杉本るみが担当。原作の登場人物の詳細は「エリートヤンキー三郎の登場人物」を参照。
| - 大河内三郎：石黒英雄 - 河井星矢：板倉俊之（インパルス） - 浅井春菜：倉科カナ - 石井武：橋本じゅん - 前田直也：虎牙光揮 - 田所雄二：伊藤明賢 - 関雲竜：津田耕作 - 福士譲：聡太郎 - 白石圭太：清水良太郎 - 荒生健介：指宿豪 - 新開洋一：荒川優 - 校長：児玉謙次 - 教師・関根孝三：池田鉄洋 - 大河内二郎：小沢和義 - 大河内一郎：小沢仁志 | - 三郎軍団員： 加藤洋平 雑賀ユキト じゅん平 白井達也 杉江謙介 高田健一 西野成人 春山大輔 半田周平 冬本ジュー 森本展弘 山中大士 依田夏生 | - ゲスト出演者 - セクシー娘：彩音まい、きこうでんみさ - 女医：西本はるか - みどり（食堂のお姉さん）：大谷允保 |

#### ドラマ版オリジナルキャラクター
占い師（うらないし）
演：仲間由紀恵（映像では判別不可）
三郎行きつけの店の占い師。顔を半分以上布で隠しており、素顔を見ることは出来ない（DVD-BOXの特典映像にて素顔が確認できる）。毎回三郎にキーワードとなるお告げを与え、「意味は自ずと分かろうもの」といって料金を取る。料金は1回5千円から2万円程度。三郎はこれらのキーワードを自分の都合の良いように曲解し、失敗に終わるのが物語のパターンとなっている。後半から、三郎は単なる悩み相談で来店している節もあった。
占い師の助手
演：岩倉沙織
三郎行きつけの店の占い師の助手。占い師と対照的に露出度の高い衣装である。主に会計と解説（ツッコミ）が仕事であるが、怪しげな踊りで客引きを行ったり、口調が急に変わったり（「うるしゃーい！聞きなしゃい！」等）、マスクを被ったり等かなり変わっている。
桃姫愚連隊（ももひめぐれんたい）
演：南つかさ（ミカ）、西野翔（リナ）、糸矢めい（マキ）
ミカ、リナ、マキの3人からなるレディース3人組。かつて自分たちのチームを壊滅させた大河内一郎・二郎兄弟を憎み、徳丸学園に潜入して三郎を付け狙っている。登場すると何らかのトラブルで胸を晒している。基本的に物語に全く関与しなかったが、終盤では春菜を拉致し、三郎を3人で袋叩きにした。だが逆上した春菜により、返り討ちに遭う。
山下翔一（やました しょういち）
演：伊藤陽佑
春菜と同じく聖アーバン高校の生徒。15歳。バスケットボール部所属。とても爽やかで、頼まれると嫌とはいえない性格。常に笑顔。三郎と同じく春菜に好意を持ち、恋のライバルとしてバスケ勝負の約束をするが、成り行きで河井により軍団の抗争（バスケ）に覆面を被らされて参加させられ、結果相手チームから袋叩きに遭った。

### スタッフ
- 脚本：小池竹見、松本美祢子、杉山嘉一、大前一明
- 監督：白川士、神徳幸治、山田勇人
- プロデューサー：岡部紳二・森田昇、池田禎子
- 制作：テレビ東京、ザ・ワークス
- 製作：「エリートヤンキー三郎」製作委員会

### 主題歌・挿入歌
オープニングテーマ
「さくら」 熊猫xiongmao
（2007年6月13日発売、UNIVERSAL SIGMA、UMCK-5173）
エンディングテーマ
「黒い砂漠」 jealkb
（2007年4月11日発売、jkb records/R and C、YRCI-70013）
挿入歌 　
「三郎音頭」
振付：ラッキィ池田

### ネット局
- テレビ大阪では2007年4月19日から放送開始。
- テレビ和歌山では2007年4月29日から放送開始（同局で初めてドラマ24枠の作品が放送されている）。
- 北陸放送では2007年5月1日から放送開始。
- テレビユー山形では2007年6月1日から放送開始。

## 映画
『激情版 エリートヤンキー三郎』というタイトルで、2009年2月28日公開。PG-12指定。上映時間106分。
『エリートヤンキー三郎』と『彼岸島』はどちらも、『週刊ヤングマガジン』掲載の漫画作品であり、かつ石黒が主演している。撮影時期は『彼岸島』の方が先だったが公開時期は本作の方が約1年ほど早かった（『彼岸島』の公開は2010年1月9日）。

### ドラマとの変更点
- 映画のみに登場したキャラクターを除けば、主要キャラはほぼドラマ版と同様のキャストだが、ドラマ版の続編というわけではなく、ドラマ版のエピソードは全てリセットされて、再び三郎が徳丸に入学するところから始まる、いわばパラレルワールド的な内容である。
- 入学時、番長の座を狙い三郎に立ちはだかる役が石井となっている。
- 桃姫愚連隊が登場しない。
- 春菜は演者（倉科カナ→山本ひかる）や姓（浅井→如月）が変更になり、如月聖之の妹という設定となった。
- 仲間はシスター役で登場。

### 映画のみに登場するオリジナルキャラ
如月聖之
演：なだぎ武
エリート警察官僚。幼い頃、ある理由でヤンキーの撲滅に命をかけることを決意する。春菜の兄。
如月春菜
演：山本ひかる
ゲーム好きの女子高生で、聖之の妹。三郎と仲良くなるが、ヤンキーを極度に嫌っている。
トックリ
演：佐伯日菜子
聖之の部下で幼なじみ。常にタートルネックの服を着ている。無口で無表情。会話は耳打ちで行なう。
久能徳次郎
演：竹内力
日本刀を常に持ち歩いている、少年課の鬼刑事。原作の川上惣一郎に当たるキャラ。
黄泉山豪
演：坂口拓
九州のヤンキー。今回の如月の陰謀により徳丸へ来た。語尾は「〜でごわす」。頭にハンマーが付いており、手を使わずに数々のヤンキーを倒してきた。常に「阿蘇山」と書かれた板を背に架けている、金さん銀さん（演：山口祥行、江原シュウ）という舎弟がいる。
リキ
演：斎藤工
北海道のヤンキー。今回の如月の陰謀により徳丸へ来た。黄泉山のライバルであり、「北のリキ、南の黄泉山」と謳われている実力者。
シスター
演：仲間由紀恵（友情出演）
教会で孤児や老人（演：榎木兵衛）の世話をしている。

## ムービーコミック
2014年3月31日より「UULA」にて、原作漫画をコマごとに分け、セリフや効果音を加えたムービーコミック『UULAマンガ』が配信されている。全25話。
キャスト
大河内三郎：石田大祐
大河内一郎：矢野龍太
大河内二郎：佐々健太
河井星矢：川口翔
主題歌
BACK-ON 『Buzz Boy』